# Ernesto Sparalesto
Ernesto Sparalesto (The Quick Draw McGraw Show) è una serie animata statunitense ideata e prodotta da Hanna-Barbera.
La serie è stata trasmessa per la prima volta negli Stati Uniti in syndication dal 1º gennaio 1959 al 20 ottobre 1961, per un totale di 45 episodi (135 segmenti) ripartiti su tre stagioni. In Italia la serie è stata trasmessa su Rai 1 dal 9 marzo 1971.

## Personaggi
- Ernesto Sparalesto (in originale: Quick Draw McGraw), voce originale di Daws Butler, italiana di Giuliano Persico: un cavallo antropomorfo con le sembianze di uno sceriffo del far west, con cinturone, cappello e fazzoletto al collo. Spesso è affiancato dal suo assistente Babalui, un asinello messicano.
- Babalui (in originale: Baba Looey), voce originale di Daws Butler, italiana di Sandro Pellegrini.

## Episodi
| Stagione         | Episodi | Prima TV USA | Prima TV Italia |
| ---------------- | ------- | ------------ | --------------- |
| Prima stagione   | 26      | 1959         | 1971            |
| Seconda stagione | 13      | 1960         | 1972            |
| Terza stagione   | 6       | 1961         | 1972            |